# Half-Life
Half-life (angleški izraz za razpolovni čas) ali je znanstvenofantastična prvoosebna strelska videoigra, ki jo je razvilo podjetje Valve Software. Prvič je bila izdana 19. novembra 1998 pri založniku Sierra Studios. Namenjena je osebnim računalnikom z operacijskim sistemom Microsoft Windows in uporablja zelo predelano verzijo grafičnega pogona igre Quake imenovanega GoldSrc.
V igri igralec prevzame vlogo Dr. Gordona Freemana, pred kratkim diplomiranega teoretičnega fizika, ki si mora izboriti pot iz podzemnega laboratorija, katerega poskusi so šli hudo narobe. Igra je leta 1998 dobila 50 nagrad za igro leta in je obravnavana kot ena najboljših iger vseh časov. Leta 2001 je bila izdana tudi različica za PlayStation 2.